# Ijekavski govor
Ijekavski govor ili jekavski govor jedan je od refleksa nekih narječjâ hrvatskoga jezika, crnogorskoga, srpskoga, bošnjačkoga, kao i drugih južnoslavenskih jezika. On je ujedno i dominantni ali ne i jedini refleks hrvatskoga standardnog jezika (mlijeko, lijepo, bijelo ; ali gdje, živio, mio, nisam selo, vrelo).
U ovom refleksu staroslavenski glas jat izražen je kao (i)je.
Osim u hrvatskom jeziku (i)jekavski jat se pojavljuje i u drugim slavenskim jezicima ili je zastupljen samo u pojedinim njihovim narječjima.

## Razlika između ijekavice i jekavice[1]
Treba razlikovati ijekavicu i jekavicu. 
U ijekavici se staroslavenski glas jat ostvaruje kao ije ako je dug, a kao je ako je kratak.
U jekavici se staroslavenski glas jat ostvaruje kao jē ako je dug, a kako je ako je kratak. (ē je oznaka za dugo e)

Prema hrvatskom pravopisu zapisuje se kao da je ijekavica, a zapravo se uglavnom govori kao da je jekavica.
Zapisuje se brijêg i zvijézda, a zapravo se govori [ brjêg ] i [ zvjézda ]. (ê označava dugosilazno, a é dugouzlazno e)

Bitna razlika između dugoga jē i kratkoga je leži u tome da se kratko je uvijek stapa s l i n u ļ (oznaka za lj) i ń (oznaka za nj), dok je to stapanje kog dugoga jē proizvoljno. U "biranom jeziku" ili "visokom standardu" preferira se nestopljeni izgovor.
Zapisuje se lijêp, a izgovara se [ ljêp ] ili [ ļêp ]. Zapisuje se ljȅpši, a izgovara se [ ļȅpši ].
Zapisuje se Nijémac, a izgovara se [ Njémac ] ili [ Ńémac ]. Zapisuje se Njèmica, a izgovara se [ Ńèmica ].

## Rasprostranjenost
Hrvatski ijekavski govori rasprostiru se po znatnom dijelu Hrvatske te Bosne i Hercegovine.
- Hrvatski (i)jekavski govori štokavskog narječja rasprostiru se kroz čitavo dubrovačko primorje, u južnoj Hercegovini ijekavskim jatom služe se i Hrvati Stoca, Ravnog, Neuma, Konjica te na prostoru srednje Bosne (Kiseljak, Kreševo, Vareš, Žepče, Usora, Sol, Brčko i Hrvati Sarajeva). Hrvati s područja Slunja, Rakovice, dijelom Banovine (Glina, Topusko, Petrinja, Hrvatska Kostajnica, Pounje te na prostoru zapadne Slavonije (Đulovac, Voćin, Pakrac, Lipik, Daruvar, Grubišno Polje, Hercegovac i dalje prema Bjelovaru), potom ijekavski govori srednje Slavonije od Virovitice i Slatine do gradova Osijeka i Vinkovaca, zatim Žumberak i ponešto u Gorskom kotaru.

S time da se ovdje razlikuju 2 refleska jata, jekavski u dugim i kratkim slogovima na većini opisanog teritorija, te (i)jekavski u Dubrovnik i u Bosni istočno od istoimene rijeke.
- Hrvatski (i)jekavski govori čakavskoga narječja rasprostiru se među južnočakavskim govorima u lastovskom dijalektu (otok Lastovo s okolnim otočjem te dijelovi poluotoka Pelješca (Janjina...)).